# Ptaeroxylon obliquum
Ptaeroxylon obliquum är en vinruteväxtart som först beskrevs av Carl Peter Thunberg, och fick sitt nu gällande namn av Ludwig Radlkofer. Ptaeroxylon obliquum ingår i släktet Ptaeroxylon och familjen vinruteväxter. Inga underarter finns listade i Catalogue of Life.